# Judith Hörmann
Judith Hörmann, född 1983, är en tysk kanotist.
Hon tog bland annat VM-guld i K-2 1000 meter i samband med sprintvärldsmästerskapen i kanotsport 2007 i Dartmouth Kanada.